# Путилов, Борис Николаевич
Бори́с Никола́евич Пути́лов (14 сентября 1919 — 16 октября 1997) — советский и российский фольклорист-путешественник, специалист по мировому эпическому наследию. Доктор филологических наук, доцент.

## Биография
Окончил ЛГПИ им. А. И. Герцена в 1940 году, тогда же начал печататься. Был направлен преподавать в Ленинградское военное училище НКВД, расположенное в г. Сортавала Карело-Финской ССР. С началом Великой Отечественной войны был уволен, в июле-августе 1941 года жил в Волхове, где находилась семья его первой жены, работал в районной газете «Сталинский путь». В сентябре 1941 года эвакуировался в Ивановскую область. До июня 1942 года работал учителем в школе с. Ратислово. затем выехал в Чечено-Ингушскую АССР. Там с августа 1942 работал в областном радиокомитете, участвовал в строительстве оборонительных рубежей Грозного. Награждён медалями «За оборону Кавказа» и «За доблестный труд в Великой Отечественной войне 1941-1945 гг.».
С 1943 — старший преподаватель Грозненского педагогического института, где читал курсы русского фольклора и древнерусской литературы. В октябре 1948 года под руководством А. М. Астаховой защитил в Ленинграде кандидатскую диссертацию « Русские исторические песни XI—XIX вв. на Тереке» (официальные оппоненты М. К. Азадовский и А. Н. Лозанова). Занимал должности доцента, заведующего кафедрой литературы, заместителя директора института по научной и учебной части. Член КПСС с 1953 года.
1 сентября 1954 года принят старшим научным сотрудником в Сектор фольклора ИРЛИ АН СССР (Пушкинский Дом). В 1958—1967 годах — заведующий сектором фольклора ИРЛИ.
В 1960 году в ЛГУ имени А. А. Жданова защитил диссертацию на соискание учёной степени доктора филологических наук по теме «Русский историко-песенный фольклор XIII—XVI веков».
В 1967—1986 годах — руководитель Группы общих проблем Института этнографии и антропологии имени Миклухо-Маклая.
В 1987—1997 годах — главный научный сотрудник отдела европеистики и общей этнографии Музея антропологии и этнографии РАН.
Жена — литературовед, профессор РГПУ Е. О. Путилова (1923—2013).

## Основные работы

### Книги и брошюры
- Исторические корни и генезис славянских баллад об инцесте (VII Междунар. конгресс антропологических и этнографических наук), М., 1964.
- Славянская историческая баллада. М., 1965.
- Русский и южнославянский героический эпос: Сравнительно-типологическое исследование. М., 1971.
- Методология сравнительно-исторического изучения фольклора. Л., 1976.
- Миф — обряд — песня Новой Гвинеи. М.: ГРВЛ, 1980. — 384 с. — (Исследования по фольклору и мифологии Востока).
- Героический эпос черногорцев. Л., 1982.
- Песни Южных морей. — М.: Наука. — 184, [8] с. (Из истории мировой культуры)
- Героический эпос и действительность. Л., 1988.
- Фольклор и народная культура. — СПб.: Наука, 1994. — 238 с.
- Человек с луны (жизнь и творчество Н. Н. Миклухо-Маклая). М., 1996;
- Эпическое сказительство: Типология и этническая специфика. М.: ГРВЛ, 1997. — 296 с. (Исследования по фольклору и мифологии Востока)

### Составитель, редактор
- Былины. [Вступ. ст., подгот. текста и примеч. Б. Н. Путилова], Л., 1957;
- Сборник Кирши Данилова. [Издание подгот. А. П. Евгеньева и Б. Н. Путилов], М. — Л., 1958;
- Исторические песни XIII—XVI веков / Изд. подгот. Б. Н. Путилов и Б. М. Добровольский; АН СССР. Ин-т русской литературы (Пушкинский дом). — М. — Ленинград : Изд-во Акад. наук СССР, 1960. — 696 с. — (Памятники русского фольклора).
- Народные исторические песни. [Вступ. ст. и примеч. Б. Н. Путилова], М. — Л., 1962.

### Статьи
- Типологическая общность и исторические связи в славянских песнях-балладах о борьбе с татарским и турецким игом // История, фольклор, искусство славянских народов, М. — Л., 1963 (V Международный съезд славистов);
- Фольклорное наследие русского народа и современная культура // Проблемы современного народного творчества, М. — Л., 1964/